# Fife
Fife (gaelică scoțiană Fìobh) este o regiune situată în Scoția, în Regatul Unit una dintre cele 32 subdiviziuni ale Scoției. În istorie, a fost un regat a picților, și, încă și în ziua de astăzi, este cunoscut ca Regatul de Fife.
Este o regiune cu o istorie bogată, cu multe biserici și muzee.

## Orașe importante
- Aberdour
- Newport-on-Tay
- Kinglassie
- Kirkcaldy
- St Andrews